# 8446 Tazieff
8446 Tazieff (1973 SB6) là một tiểu hành tinh vành đai chính được phát hiện ngày 28 tháng 9 năm 1973 bởi N. S. Chernykh ở Đài vật lý thiên văn Crimean.